# Forsla fett
Forsla fett är en diktsamling från 2002 av den svenska författarinnan Aase Berg. Dikterna handlar om en graviditet, med fokus på det kroppsliga och djuriska, hos en kvinna som tidigare varit motsträvig till mödraskapet. Boken är den första delen i Bergs "mammatrilogi". Den följdes av Uppland från 2005 och Loss från 2007, som båda också handlar om föräldraskap. Forsla fett nominerades 2002 till Augustpriset för skönlitteratur. År 2013 nominerades den engelska översättningen till den amerikanska utmärkelsen Best Translated Book Award.

## Tillkomst
Aase Berg sade om varför hon skrev boken: "Jag ville skriva om en erfarenhet som konstigt nog inte är så beskriven, komma åt själva mysteriet utan att mystifiera. Kanske har en undersökning av en graviditet inifrån inte passat i de huvudfåror som finns inom den kvinnliga lyriken och som normerar hur kvinnors erfarenheter uttrycks. Det ena linjen drar åt det väldigt realistiska och humoristiska hållet, som Sonja Åkesson, som jag i och för sig uppskattar. Den andra är en mystifierad kvinnlighet, och med den följer förpliktelser som man knappast vill ta ansvar för som människa utanför dikten."

## Mottagande
Stefan Spjut skrev i Svenska Dagbladet: "Liksom i de tidigare diktsamlingarna Hos rådjur (1997) och Mörk materia (1999) har det djuriska och det mänskliga ingått i ett slags symbios och poeten är enträget sysselsatt med att vränga ut och in på kropparna. ... Berg tränger in i livets otillgängliga skrymslen, gräver djupt bland livets köttsliga beståndsdelar, under hud och päls, genom späck, och visar efteråt, inte utan triumf, upp sina fettdrypande händer." Spjut fortsatte: "Detta är poesi som beklagligt nog tänjt sönder sig själv i jakten på det outsägliga och det nya, en komplikation som inte sällan medföljer forcerat avantgardistisk diktning. ... Det enda som återstår när innehållet fjärmats från läsaren är de överlastade orden, vilka tillhopa endast väcker löje. Och, tyvärr, likgiltighet." Spjut framhävde dock vissa enskilda dikter och rader som lyckade.